# Raquel Lessa
Raquel Ferreira Mageste Lessa (Pancas, 17 de julho de 1962), é uma administradora e política brasileira. É deputada estadual, pelo estado do Espírito Santo, e atualmente é filiada ao PP.

## Vida e Carreira
Raquel foi eleita prefeita de São Gabriel da Palha em 2004, sendo reeleita em 2008. Em 2014, foi eleita deputada estadual pela primeira vez, sendo reeleita em 2018. Graduada em administração, já atuou como diretora do Instituto de Desenvolvimento Urbano e Habitação do Estado do Espírito Santo (Idurb).